# Punto Fijo Pact
Het Punto Fijo Pact was een formele overeenkomst gesloten tussen vertegenwoordigers van Venezuela's drie belangrijkste politieke partijen in 1958: Democratische Actie, COPEI-Sociaal-Christelijke Partij van Venezuela en Democratische Republikeinse Unie, voor de acceptatie van de presidentsverkiezingen van 1958 en het behoud van het opkomende democratische regime.

## Val uit de gratie
Uiteindelijk werd dit pact een politieke verdeling van macht tussen de twee belangrijkste politieke partijen. De voormalige Venezolaanse president Hugo Chávez beloofde in zijn presidentiële campagne van 1998 dat hij het oude puntofijismo-systeem ging doorbreken en wilde de politieke macht openstellen aan onafhankelijke en derde partijen.